# 約翰·鮑曼 (足球運動員)
約翰·鮑曼（John Bowman）是诺里奇城的前足球主教練。
他是諾域治的首任足球主教練，在1905年至1907年間帶領球隊進行78場比賽，合計31場勝，24場負，23場和。
鮑曼亦是第一位稱諾域治為「金絲雀」的人，這是來自一次1905年4月他在就職後接受諾福克東方日報（Eastern Daily Press）的訪問。報章引述他說「我知道諾域治市……我聽聞過……那裡的金絲雀。」，「金絲雀與諾域治足球隊連上關係……在未來的兩個賽季，球隊都會以藍白為主色。」